# Annie Cordytunnel
De Annie Cordytunnel (voorheen Leopold II-tunnel) is een verkeerstunnel in Brussel. De tunnel, onder de Leopold II-laan, verbindt de Rogiertunnel en de Kleine Ring met de Basiliektunnel en de A10/E40 via de Keizer Karellaan. De tunnel is een belangrijke verkeersader voor het verkeer dat Brussel wil verlaten of binnenrijden. Het is de westelijke invalsweg voor Brussel. Met een lengte van 2.534 meter is het ook de langste autotunnel van België.
Het Brussels gewest heeft in 2012 een procedure opgestart om deze tunnel via publiek private samenwerking in de periode 2014-2018 te vernieuwen en het onderhoud voor 25 jaar uit te besteden. De werken werden begroot op 105 miljoen euro. In 2016 werd de tunnel verschillende keren gesloten wegens vallende brokstukken.
In september 2020 besliste de Brusselse regering om de bevolking te raadplegen rond een nieuwe naam voor de tunnel.
In maart 2021 werd de uitslag bekend van het publiek referendum voor een nieuwe vrouwelijke naamgeefster voor de tunnel. Besloten werd de naam te veranderen naar Annie Cordytunnel na het afronden van geplande renovatiewerkzaamheden. De tunnel wordt daarbij genoemd naar de Lakense zangeres Annie Cordy. De officiële hernoeming vond plaats op 22 mei 2022.

## Afbeeldingen

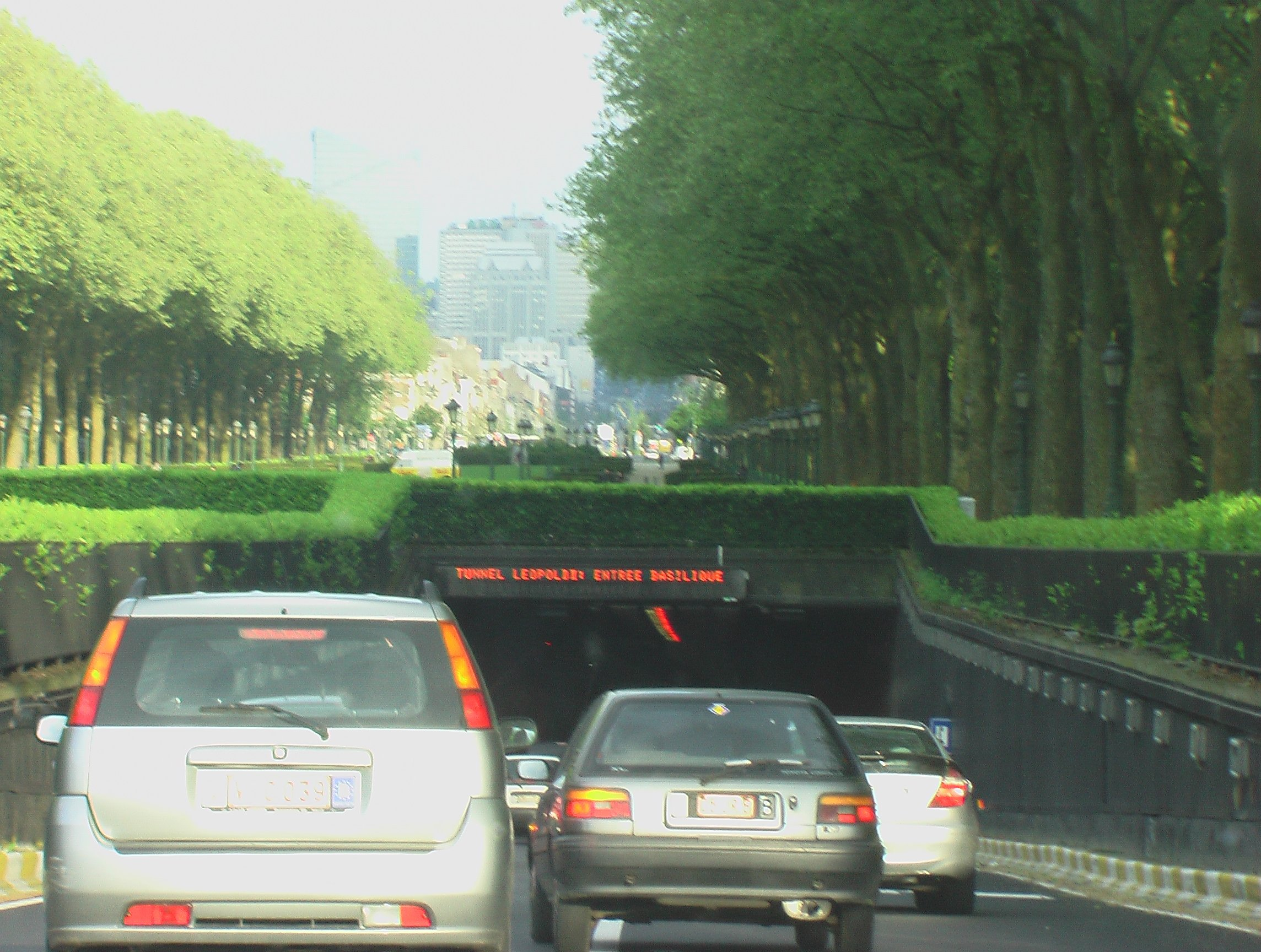
Entree van de tunnel
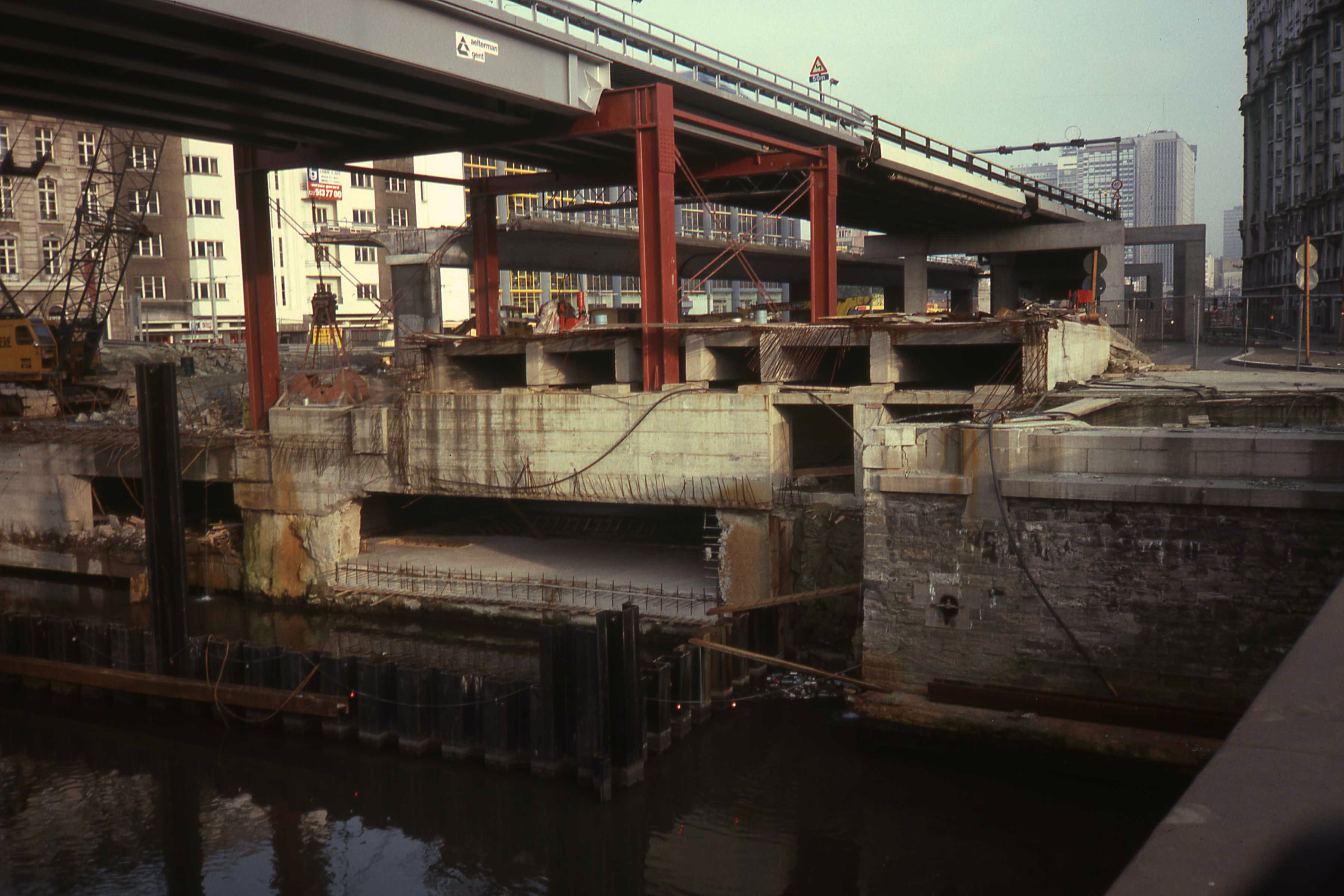
Werkzaamheden voor de aanleg van de metrotunnel en autotunnel in 1984. Op de achtergrond wordt het oude viaduct afgebroken.

Annie Cordytunnel · Baljuwtunnel · Belliardtunnel · Boileautunnel · Deltatunnel · Georges Henritunnel · Hallepoorttunnel · Jubelparktunnel ·Koninginnetunnel · Kortenbergtunnel · Kruidtuintunnel · Kunst-Wettunnel · Louizatunnel · Madoutunnel · Montgomerytunnel · Naamsepoorttunnel · NAVO-tunnel · Pachecotunnel · Reyerstunnel · Rogiertunnel · Stefaniatunnel · Tervurentunnel · Troontunnel · Van Praettunnel · Vleurgattunnel · Wettunnel · Woluwetunnel